# Зносостійкі сталі

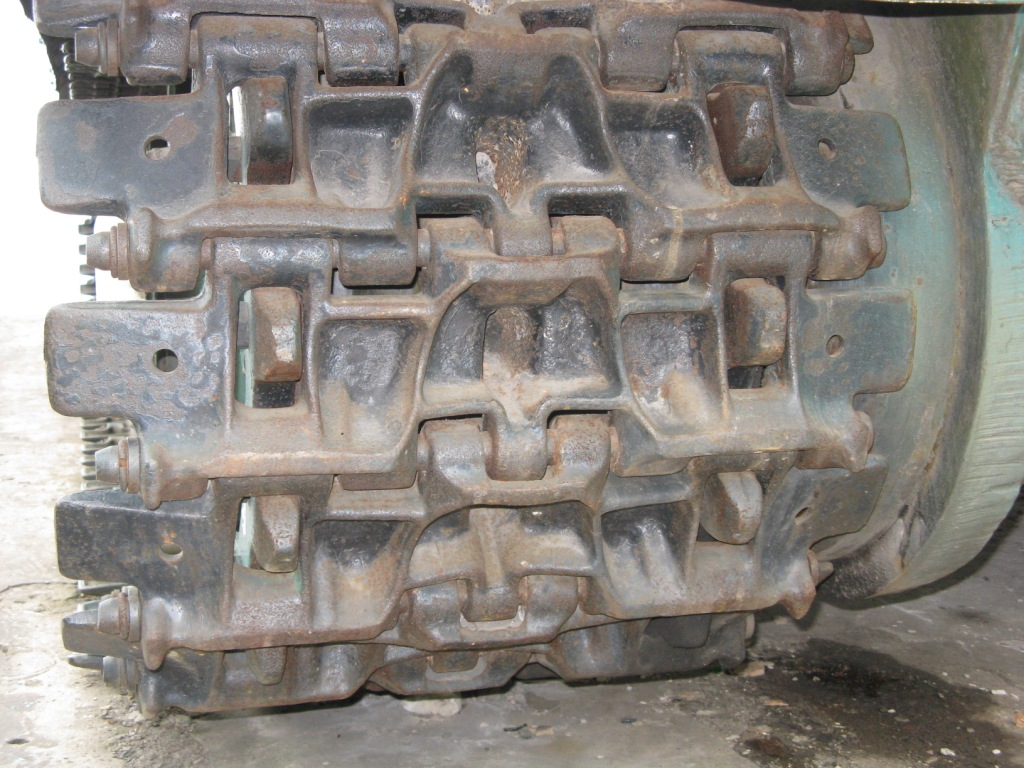
Траки гусениці, що працюють в умовах ударно-абразивного зношування, виготовлені із високомарганцевої зносостійкої сталі

Зносостійкі́ ста́лі (англ. wear resistant steels) — конструкційні сталі з особливими властивостями, що здатні чинити підвищений опір зношуванню і об'єднують, зазвичай, групи високомарганцевих, графітизованих та, інколи, підшипникових сталей. Для забезпечення зносостійкості сталь повинна мати високі значення твердості, міцності, стійкості до крихкого руйнування, контактної витривалості.

## Високомарганцеві сталі
До високомарганцевих зносостійких сталей належать сталі марок 110Г13Л, 110Г13ФТЛ, 130Г14ХМФАЛ, 120Г10ФЛ, 110Г13Х2БРЛ.
Високомарганцеві сталі, типу 110Г13Л, містять у своєму складі 0,9…1,4% С, 11,5…15% Mn, характеризуються високою зносостійкістю, пластичністю та ударною в'язкістю. Використовуються для виготовлення широкої номенклатури виливків, які працюють за умов ударно-абразивного зношування (бронеплити, била дробарок, траки, залізничні стрілки і хрестовини, зубці ковша екскаваторів).
Сталь 110Г13Л має усталену аустенітну структуру після гартування без поліморфного перетворення від температур 1000…1100 °C і такі механічні характеристики: σв = 800…1000 МПа, σт = 250…400 МПа, δ = 35…45%, ψ = 40…50%, 170…230 HB, KCU = 1,6…2,1 МДж/м². Вона схильна до наклепування і внаслідок цього — до підвищення твердості (до 600 НВ).

## Графітизовані сталі
Графітизована сталь (марки ЭИ293, ЭИ336, ЭИ366) може містити у своєму складі 1,5…2,0% С і до 2% Si. Після графітування (короткочасного відпалу, в результаті якого у структурі сталі виділяється вільний графіт відпалу) сталь поєднує у собі властивості загартованої сталі та чавуну. Графіт у такій сталі виконує функції змащувальної фази, що дає змогу їх використовувати як замінник бронзи та для виготовлення тонкостінних деталей, що працюють в умовах ударних навантажень. Сталь має структуру феритоцементитної суміші з певною кількістю графіту. Залежно від режиму термічної обробки і вмісту вуглецю кількість графіту може бути різною.
Графітизована сталь застосовується у вигляді виливок та поковок. Механічні властивості виливок, залежно від терообробки такі: σв = 550…900 МПа, δ = 16,5…6,5%; 170…277 HB. Загартовані з відпуском поковки можуть мати границю міцності 1360…1500 МПа.
Графітизовані сталі використовують для виготовлення поршневих кілець, поршнів, колінчастих валів та інших виливків деталей, що призначені для експлуатації в умовах тертя.

## Підшипникові сталі
З підшипникових сталей найвищою зносостійкістю характеризуються марки ШХ15, ШХ20, які використовують для виготовлення кульок і роликів підшипників. За хімічним складом і структурою ці сталі належать до легованих конструкційних сталей, хімічний склад та сортамент яких регламентується міждержавним стандартом ГОСТ 801-78. Підшипникові сталі мають вміст вуглецю від 0,95 до 1,15% і хрому у кількостях 0,6…1,5%.

## Інші сталі
З інших груп сталей підвищеною зносостійкістю відрізняються інструментальні швидкорізальні сталі марок 85Х4М5Ф2В6Л (Р6М5Л), 90Х4М4Ф2В6Л (Р6М4Ф2Л) згідно ДСТУ 8781:2018.